# Порто Колумбу-Перд'Е Сали (Каљари)
Порто Колумбу-Перд'Е Сали је насеље у Италији у округу Каљари, региону Сардинија.
Према процени из 2011. у насељу је живело 343 становника. Насеље се налази на надморској висини од 8 м.